# Ordenação (computação)
Em computação, ordenação é o ato de se colocar os elementos de uma sequência de informações, ou dados, em uma ordem predefinida. O termo técnico em inglês para ordenação é sorting, cuja tradução literal é "classificação".
Dado uma seqüencia de n dados:
{\displaystyle <a_{1},a_{2},...,a_{n}>}
O problema de ordenação é uma permutação dessa seqüencia
{\displaystyle <a_{1}^{\prime },a_{2}^{\prime },...,a_{n}^{\prime }>}
tal que
{\displaystyle a_{1}^{\prime }\leq a_{2}^{\prime }\leq ...\leq a_{n}^{\prime }}
para alguma relação de ordem.
Algumas ordens são facilmente definidas. Por exemplo, a ordem numérica, ou a ordem alfabética -- crescentes ou decrescentes. Contudo, existem ordens, especialmente de dados compostos, que podem ser não triviais de se estabelecer.
Os algoritmos que ordenam um conjunto, geralmente representados em um vetor, são chamados de algoritmos de ordenação. Entre os mais importantes, podemos citar bubble sort (ou ordenação por flutuação), heapsort (ou ordenação por heap), insertion sort (ou ordenação por inserção), merge sort (ou ordenação por mistura) e o quicksort.